# Félix Pollaczek
Pour les articles homonymes, voir Pollaczek.
Félix Pollaczek (1er décembre 1892 à Vienne - 29 avril 1981, à Boulogne-Billancourt) est un ingénieur et mathématicien franco-autrichien, connu pour de nombreuses contributions à la théorie des nombres, l'analyse mathématique, la physique mathématique et la théorie des probabilités. Il est surtout connu pour la formule de Pollaczek-Khinchine en théorie des files d'attente (1930), et les polynômes de Pollaczek (en).

## Formation
Pollaczek étudie à l'université technique de Vienne, il obtient un M. Sc. en génie électrique à l'université des technologies de Brno (1920), et son Ph. D. en mathématiques à l'université Humboldt de Berlin (1922) avec un mémoire intitulé Über die Kreiskörper der l-ten und l2-ten Einheitswurzeln, sous la direction d'Issai Schur et basé sur des résultats publiés pour la première fois en 1917.

## Carrière
Il est employé par AEG à Berlin de 1921à 1923, puis travaille pour la Reichspost de 1923 à 1933. En 1933, il est congédié parce qu'il est Juif. Il s'installe à Paris, où il est consultant en ingénierie de trafic auprès de diverses institutions à partir de 1933.

## Prix et distinctions
En 1977, il reçoit le prix de théorie John-von-Neumann, bien que son âge l'empêche de recevoir le prix en personne.

## Vie privée
Il épouse la mathématicienne Hilda Geiringer en 1921, et ils ont une enfant, Magda, en 1922. Cependant, leur mariage n'a pas duré, et Magda a été élevée par Hilda.